# Східний Тамбілувіл-1
Грама Ніладхарі Східний Тамбілувіл-1 (№ TK/12C) — Грама Ніладхарі підрозділу ОС Тірукковіл, округ Ампара, Східна провінція, Шрі-Ланка.

## Демографія
| Населення (2007) | Населення (2007) | Населення (2007) | Населення (2007) | Населення (2007) |
| Населення        | Чоловіки         | Жінки            | Діти             | Дорослі          |
| ---------------- | ---------------- | ---------------- | ---------------- | ---------------- |
| 1977             | 920              | 1057             | 533              | 1444             |